# Heinrich-Heine-Gymnasium (Hamburg)
Das Heinrich-Heine-Gymnasium ist ein staatliches Gymnasium im Hamburger Stadtteil Poppenbüttel, das 1975 als Gymnasium Harksheider Straße gegründet wurde. Im Jahr 2000 wurde das Gymnasium nach Heinrich Heine benannt.

## Geschichte
Planungen für eine Schule an der Harksheider Straße gab es seit Mitte der 1960er Jahre, auch ein Luftschutzraum war dabei vorgesehen. Für 1965 wurde im Gymnasium Oberalster der Schichtunterricht erwartet, weil doppelt soviel Schüler wie vorgesehen die weiterführende Schule besuchten. In Poppenbüttel wurden weiterhin viele neue Wohnungen fertig, darunter auch die Großsiedlung an der Harksheider Straße. 1968 wurde das Gymnasium Müssenredder (heute CvO) eröffnet, doch der Bedarf wuchs weiter.
Zu Beginn des Schuljahres 1975/76 nahm das Gymnasium Harksheider Straße den Schulbetrieb mit zwei 5. Klassen auf, zunächst in den Räumen der Grundschule Müssenredder. Im Oktober 1975 bezog das Gymnasium dann das Doppel-H-Gebäude. Von 1978 bis 1979 wurde die erste Turnhalle gebaut. 1980 bekam das Gymnasium eine eigene Oberstufe und der Fachtrakt für die Naturwissenschaften wurde als Pavillon errichtet. 1983 wurde das Eingangszentrum eingeweiht, 1992 dann das eigene Oberstufenhaus.
Im Jahr 2000 wurde das Gymnasium nach Heinrich Heine benannt. Dies war nicht das erste Heinrich-Heine-Gymnasium in Hamburg, denn 1980 wurde das Gymnasium Kieler Straße in Altona-Nord entsprechend umbenannt. Jenes Altonaer Heine-Gymnasium an der Eckernförder Straße lief jedoch ab 1984 aus und wurde geschlossen.
Seit 2004 gibt es den Informations- und Arbeitsbereich mit einer Bibliothek und einem Internetcafé.

## Lage und Architektur
Das Gymnasium befindet sich im Norden des Hamburger Stadtteils Poppenbüttel. Südwestlich wird das Schulgelände von der ursprünglich namensgebenden Harksheider Straße begrenzt, südöstlich vom Poppenbütteler Berg. Beides sind mehrspurige Straßen. Nördlich wird das Schulgelände vom Siedlungsgebiet Hamburg-Bau umgeben, das ab 1975 mittels eines Einfamilienhaus-Förderungsprogramms entstand. Das Schulgelände ist etwa 34.000 m² groß und wird von der Harksheider Straße erschlossen.
Das Hauptgebäude des Gymnasiums („H-Gebäude“) wurde nach einem Serienbauentwurf des Hamburger Hochbauamtes errichtet. Dieser Serienbau vom Typ 68 hat den Grundriss eines doppelten „H“ und wird deshalb häufig Doppel-H genannt. Das dreigeschossige Gebäude mit Flachdach besteht aus industriell vorgefertigten Sandwich-Elementen, die an der Baustelle zusammengesetzt wurden. 1983 wurde der nördliche Eingangsbereich des Doppel-H mit einem Erweiterungsbau neugestaltet. Im südlichen Eingangsbereich des H-Gebäudes befindet sich ein Heine-Denkmal (1981) von Waldemar Otto, von diesem als Vorstudie für das Denkmal auf dem Rathausmarkt angefertigt.
Neben dem Doppel-H zählten 2019 weitere fünf Gebäude zum Bestand der Schule: Das zweigeschossige Eingangszentrum am Nordrand des Schulgeländes ist ein weiterer Typenbau aus dem Serienbauprogramm „Typ 68“ und beherbergt Verwaltung und Schulleitung. Der eingeschossige Pavillon westlich des Doppel-H („Fachtrakt“) nimmt die Naturwissenschaften auf. Östlich des Doppel-H befindet sich ein zweigeschossiger Bau mit zwei Trakten, der das Oberstufenhaus bildet. Die zwei Sporthallen sind Einfeld-Hallen mit einer Bruttosportfläche von 664 bzw. 532 m².

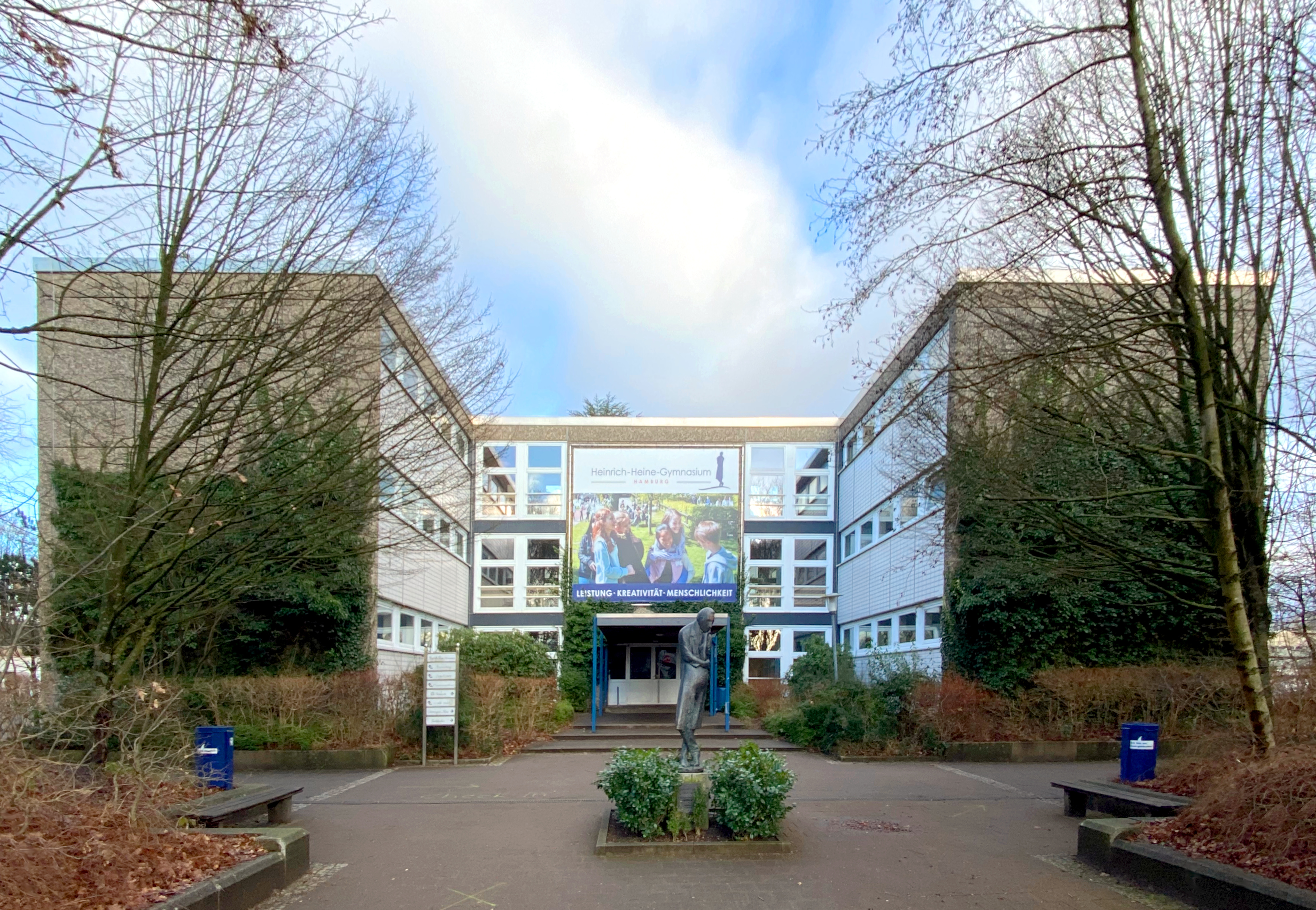
Südlicher Eingang zum „H-Gebäude“
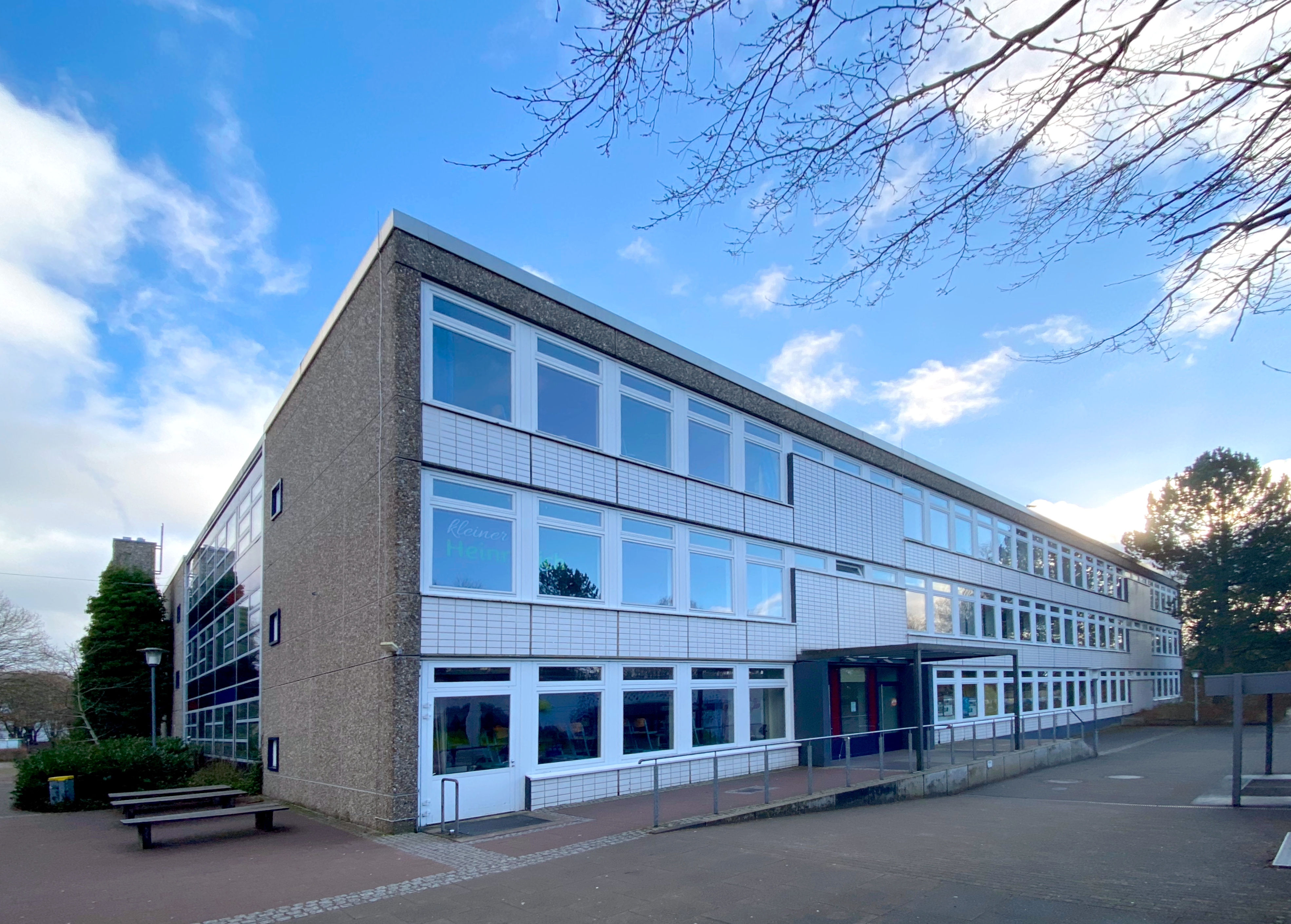
Nordseite des „H-Gebäudes“ mit Ausbau
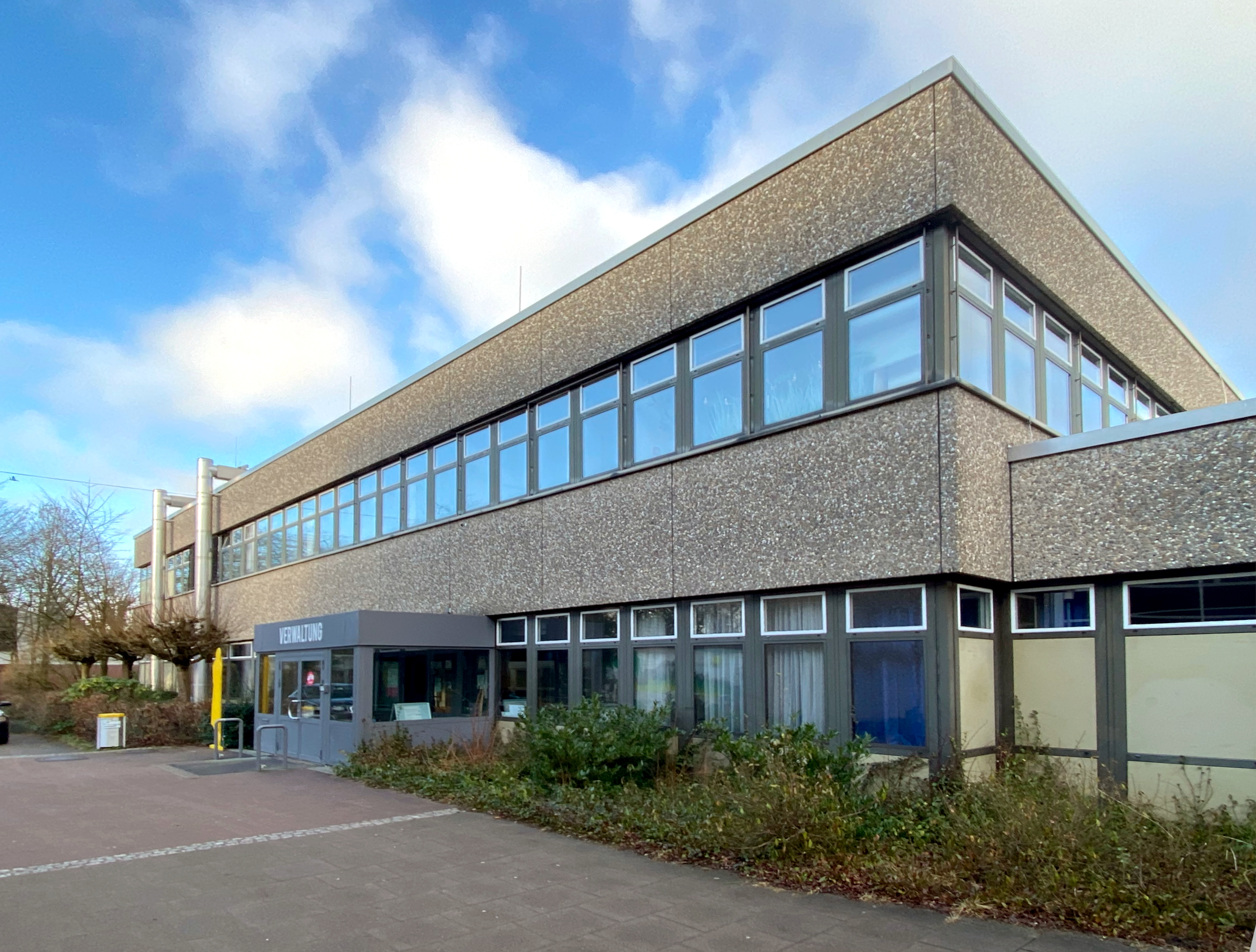
Eingangszentrum mit Verwaltung
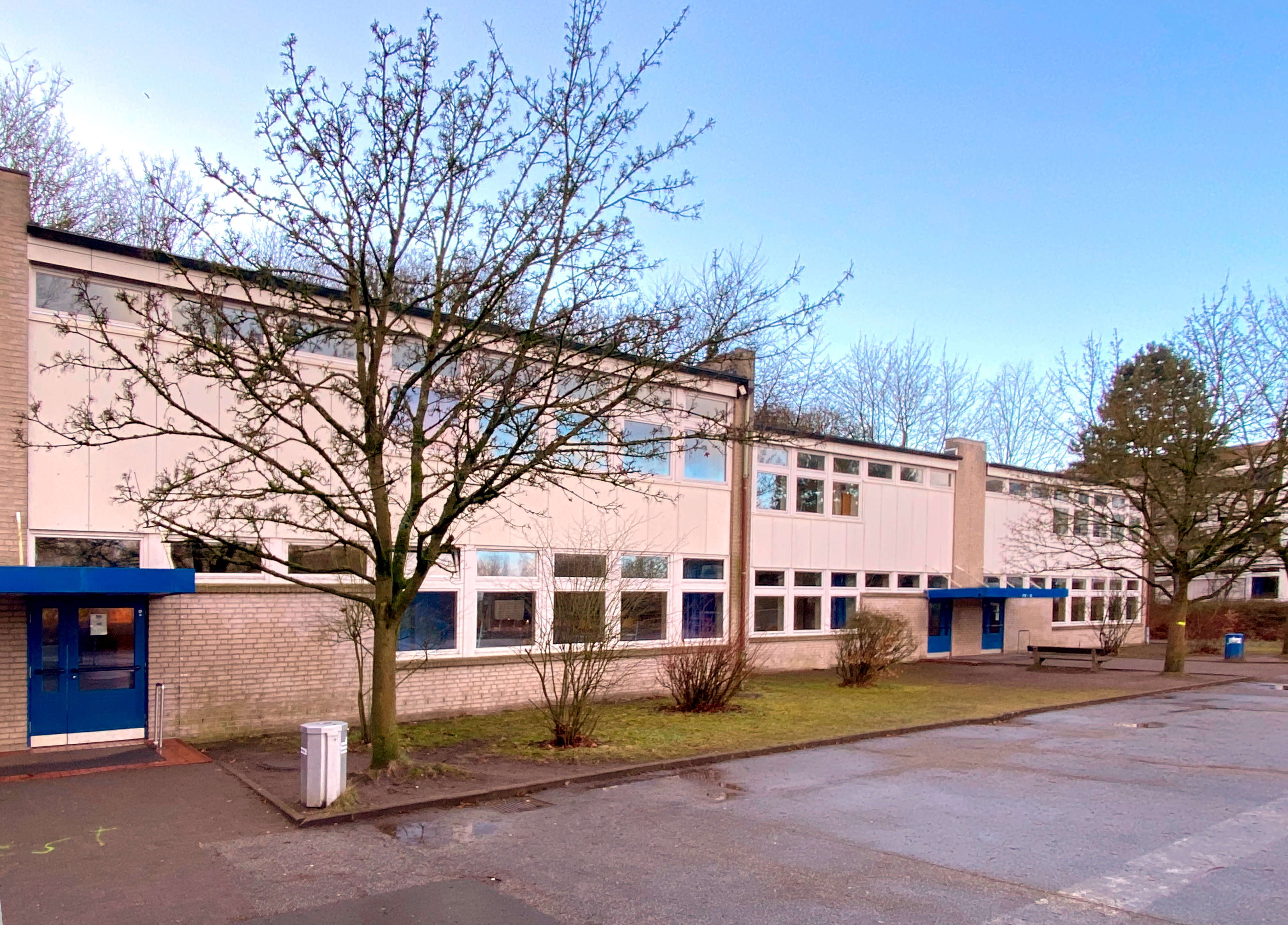
Oberstufenhaus (Schustertyp)

## Schulprofil
Das Einzugsgebiet des Gymnasiums umfasst im Wesentlichen die Stadtteile Poppenbüttel, Lemsahl-Mellingstedt und Duvenstedt. Die Schule ist im Regelfall vierzügig, dies soll nach Planung der Schulbehörde von 2019 auch so bleiben. Bei den Erhebungen des Sozialindex für Hamburger Schulen 2013 und 2021 wurde für das Heine-Gymnasium auf einer Skala von 1 (nachteilige Voraussetzungen der Schülerschaft, höchster Förderbedarf) bis 6 (beste Voraussetzungen, kein Förderbedarf) jeweils ein Sozialindex von 6 errechnet. Im Schuljahr 2016/17 hatten knapp 28 % der Schüler am Heine-Gymnasium einen Migrationshintergrund, deutlich weniger als im Durchschnitt aller Hamburger Gymnasien.
Der Bereich ästhetische Erziehung hat sich zu einem Schwerpunkt des Gymnasiums entwickelt. Das Fach Darstellendes Spiel (Theater) ist fest etabliert, in der Unterstufe sowie in den Jahrgangsstufen neun und zehn wird das Fach als Wahlpflichtfach und in der Oberstufe als Oberstufenkurs angeboten. Schüler der Klassen sieben und acht können der Theater-AG beitreten. Im Schuljahr 2004/05 fand eine Kooperation mit dem Theater Kampnagelfabrik statt. Seit 2001 wird eine der fünften Klassen als Musikklasse mit verstärktem Musikunterricht zum Aufbau eines Klassenorchesters eingerichtet, in der alle Schüler ein Instrument lernen. Hinzu kommen Workshops und Förderkurse.
Um in der Studienstufe ein breiteres Kursangebot zu ermöglichen, kooperiert das Heinrich-Heine-Gymnasium mit dem Gymnasium Oberalster, dem Carl-von-Ossietzky-Gymnasium und dem Gymnasium Hummelsbüttel.

## Außerschulisches
Schüleraustausch-Programme gab es seit 1981 mit einer Schule in Großbritannien, zwischen 1989 und 1995 mit einer Schule in Russland, seit 1991 mit einer Schule in Frankreich, seit 2001 mit einer Schule in Chile und seit 2004 mit einer Schule in Schweden.
Neben Klassenreisen mit traditionellen Zielorten fahren die 7. Klassen seit 1980 zum Skilanglauf in den Bayerischen Wald.

## Bekannte Schüler
- Thomas Borchert (* 1966), Sänger, Schauspieler und Musicaldarsteller (Abitur 1985)
- Swen Schulz (* 1968), Politiker und ehemaliges Mitglied des Deutschen Bundestages (Abitur 1987)
- Lovelyn Enebechi (* 1996), Model (Abitur 2016)